# Hugo Simon
Hugo Simon, né le 3 août 1942, est un cavalier de saut d'obstacles autrichien.
Il fait partie des quatre cavaliers avec Rodrigo Pessoa, Marcus Ehning et Meredith Michaels-Beerbaum à avoir remporté trois fois la finale de la Coupe du monde de saut d'obstacles.

## Palmarès mondial
- 1972 : 4e en individuel aux Jeux olympiques de Munich en Allemagne avec Lavendel.
- 1976 : 5e en individuel aux Jeux olympiques de Montréal au Canada avec Lavendel.
- 1979 : 1er de la finale de coupe du monde à Göteborg en Suède et médaille de bronze en individuel aux championnats d'Europe de Rotterdam aux Pays-Bas avec Gladstone.
- 1992 médaille d'argent par équipe aux Jeux olympiques de Barcelone en Espagne avec Apricot D.
- 1996 : 4e en individuel aux Jeux olympiques d’Atlanta aux États-Unis et 1er de la finale de coupe du monde à Genève en Suisse avec E.T. FRH.
- 1997 : 1er de la finale de coupe du monde à Göteborg en Suède et médaille de bronze en individuel aux championnats d'Europe de Mannheim en Allemagne avec E.T. FRH.

### Diverses victoires
- 1998 : 1er du grand prix d'Aix-la-Chapelle avec E.T.